# Saturn Award voor beste vrouwelijke bijrol
Dit is een lijst van winnaars van de Saturn Award in de categorie beste vrouwelijke bijrol:
| Jaar    | Actrice             | Film                                |
| ------- | ------------------- | ----------------------------------- |
| 1974/75 | Ida Lupino          | The Devil's Rain                    |
| 1976    | Bette Davis         | Burnt Offerings                     |
| 1977    | Susan Tyrrell       | Bad                                 |
| 1978    | Dyan Cannon         | Heaven Can Wait                     |
| 1979    | Veronica Cartwright | Alien                               |
| 1980    | Eve Brent Ashe      | Fade to Black                       |
| 1981    | Frances Sternhagen  | Outland                             |
| 1982    | Zelda Rubinstein    | Poltergeist                         |
| 1983    | Candy Clark         | Blue Thunder                        |
| 1984    | Polly Holliday      | Gremlins                            |
| 1985    | Anne Ramsey         | The Goonies                         |
| 1986    | Jenette Goldstein   | Aliens                              |
| 1987    | Anne Ramsey         | Throw Momma from the Train          |
| 1988    | Sylvia Sidney       | Beetlejuice                         |
| 1989/90 | Whoopi Goldberg     | Ghost                               |
| 1991    | Mercedes Ruehl      | The Fisher King                     |
| 1992    | Isabella Rossellini | Death Becomes Her                   |
| 1993    | Amanda Plummer      | Needful Things                      |
| 1994    | Mia Sara            | Timecop                             |
| 1995    | Bonnie Hunt         | Jumanji                             |
| 1996    | Alice Krige         | Star Trek: First Contact            |
| 1997    | Gloria Stuart       | Titanic                             |
| 1998    | Joan Allen          | Pleasantville                       |
| 1999    | Patricia Clarkson   | The Green Mile                      |
| 2000    | Rebecca Romijn      | X-Men                               |
| 2001    | Fionnula Flanagan   | The Others                          |
| 2002    | Samantha Morton     | Minority Report                     |
| 2003    | Ellen DeGeneres     | Finding Nemo                        |
| 2004    | Daryl Hannah        | Kill Bill, Volume 2                 |
| 2005    | Summer Glau         | Serenity                            |
| 2006    | Famke Janssen       | X-Men: The Last Stand               |
| 2007    | Marcia Gay Harden   | The Mist                            |
| 2008    | Tilda Swinton       | The Curious Case of Benjamin Button |
| 2009    | Sigourney Weaver    | Avatar                              |
| 2010    | Mila Kunis          | Black Swan                          |
| 2011    | Emily Blunt         | The Adjustment Bureau               |
| 2012    | Anne Hathaway       | The Dark Knight Rises               |
| 2013    | Scarlett Johansson  | Her                                 |
| 2014    | Rene Russo          | Nightcrawler                        |
| 2015    | Jessica Chastain    | Crimson Peak                        |
| 2016    | Tilda Swinton       | Doctor Strange                      |
| 2017    | Danai Gurira        | Black Panther                       |